# 86. nordlige breddekreds
Den 86. nordlige breddekreds (eller 86 grader nordlig bredde) er en breddekreds, der ligger 86 grader nord for ækvator. Den løber gennem Ishavet.